# Винницкая улица (Липецк)
Ви́нницкая у́лица — улица в Правобережном округе Липецка. Проходит в посёлке 10-й шахты параллельно Харьковской улице.
Улица имеет частную застройку. Названа во 2-й половине 1950-х годов в честь Винницы — бывшего города-побратима Липецка.

## Транспорт
Автобус № 3. Остановки: «Молодёжная», «10-я Шахта».